# Аноа
Аноа, или равнинный аноа, или карликовый буйвол (лат. Bubalus depressicornis) — парнокопытное млекопитающее из рода азиатских буйволов семейства полорогих. Является эндемиком индонезийского острова Сулавеси. Некоторыми учёными рассматривается наряду с горным аноа как подвид одного вида. Чаще равнинного аноа и его горного сородича объединяют в подрод Anoa.

## Внешний вид
Длина тела равнинного аноа составляет 160 см, высота — 80 см, масса у самок около 150 кг, у самцов около 300 кг. Аноа меньше, чем остальные буйволы. Взрослые животные почти безволосые, их окраска чёрная или бурая. У телят густая жёлто-бурая шерсть, которая со временем выпадает. Оба вида аноа весьма похожи друг на друга. Разница заключается в том, что у равнинного аноа более светлые передние ноги, а также более длинный хвост. Рога у равнинного аноа имеют треугольный срез и длину около 25 см. У горного аноа рога круглые в сечении и достигают длины лишь 15 см. Рога используются этими животными для защиты.

## Распространение
Оба вида аноа живут в лесах острова Сулавеси. Горный аноа предпочитает более высокие местности, что и отражено в его названии. В отличие от равнинного аноа, он встречается также на соседнем острове Бутунг.

## Размножение
Продолжительность беременности составляет от 275 до 315 дней. В среднем аноа живут до 20 лет.

## Популяция
Оба вида находятся под угрозой вымирания. Из-за прогрессирующей вырубки лесов они остались лишь в отдельных небольших заповедниках острова. Также причиной сокращения их количества является охота. Несмотря на то, что аноа находится в Индонезии под охраной, он становится жертвой браконьеров, продающих трофеи туристам. Между 1979 и 1994 годами численность популяции аноа упала на 90 %.